# Valle de los Monos
Valle de los Monos o Valle Occidental es el nombre dado a un uadi que se hunde en la montaña líbica, en lo que sería el ramal occidental del Valle de los Reyes, por contraposición al ramal oriental, que sería donde se concentran la mayoría de las tumbas de los reyes egipcios de las dinastías XVIII, XIX y XX.
En inglés es conocido por West Valley, por lo que las siglas que se utilizan para designar las tumbas allí descubiertas son WV. El nombre de Valle de los Monos probablemente provenga de una tumba encontrada allí, la tumba de Ay (WV23), en el extremo del valle, al pie de acantilados, donde existen representaciones de 12 babuinos que simbolizan las 12 horas nocturnas. Otras tumbas conocidas son las WVA, WV22, WV24 y WV25.
Ya en 1838, el viajero británico John Gardner Wilkinson había indicado que había habido exhumación de momias de simios. Louis Charles Émile Lortet exploró este valle en 1905-1906, encontrando una serie de enterramientos de babuinos de diferentes fechas, y especialmente de la época greco-romana. Creyó haber descubierto la necrópolis de los monos sagrados, consagrados a Tot, cuyos emblemas animales eran el ibis y el babuino. Sin embargo, algunos especímenes más antiguos del Imperio Nuevo desenterrados en el valle se atribuyen a Jonsu, otra manifestación divina de los cultos tebanos de Karnak. Entre las pequeñas tumbas excavadas en la roca, había algunas sin ninguna relación con los babuinos que Lortet esperaba encontrar. De hecho, se hacían simulacros osiríacos en las ceremonias del mes de Ka-Hor-Ka (Joiak), cuarto mes de la estación Ajet del año egipcio.